# Мел Гибсон
Мел Гибсон (енгл. Mel Columcille Gerard Gibson; Пикскил, 3. јануар 1956) америчко-аустралијски је филмски глумац, режисер и продуцент. Постао је познат по филмовима Побеснели Макс и Смртоносно оружје, а касније и по филму Храбро срце за који је добио бројне награде. Пипл магазин га је 1985. године прогласио за најсексепилнијег мушкарца на свету.

## Младост
Гибсон је рођен у Пикскилу, Њујорк као шести од једанаесторо деце, и као други син Хатона Гибсона, писца. Његова мајка Ана Рајли је рођена у САД у породици ирских миграната. Након што је Гибсонов отац освојио телевизијску награду Жиопарди! (Изазов), 1968, из протеста против Вијетнамског рата, породица се преселила у Аустралију. Отац је, у ствари, био уплашен да се његов најстарији син може мобилизовати, и био је убеђен да су промене у америчком друштву биле неморалне.

## Каријера

### Преглед
Гибсон је добијао прилично повољне критике од филмских критичара када је први пут ушао у свет филма, чак је био и упоређиван са неколико класичних филмских звезда. Године 1982. Винсент Кенби написао је: "Господин Гибсон се сећа младог Стива Меквина ... Не могу да дефинишем " квалитет звезде ", али шта год да је то, господин Гибсон то има у себи". Гибсонове улоге у серији филмова "Побеснели Макс" и "Смртоносно оружје" донеле су му назив "акциони херој". Касније је Гибсон проширен на различите глумачке пројекте, укључујући и драме попут "Хамлета". Опробао се и на пољима ван глуме као продуцент и директор са: Човек без лица, 1993; Храбро срце, 1995; Страст Христа, 2004. године; и Апокалипса, 2006. Жес Кејжл је упоредио Гибсона са Кери Грантом, Шон Конеријем и Робертом Редфордом. Конери је једном наговестио да би Гибсон требало да игра следећег Џејмса Бонда. Г. Гибсон је одбио улогу.

### Позорница
Гибсон је студирао на Националном институту драмске уметности (НИДА) у Сиднеју. Студенти на НИДА су класично обучавани у британској театарској традицији, а не у припреми за Филмове. Као ученици, Гибсон и глумица Јуди Дејвис одиграли су улоге у Ромеу и Јулији, а Гибсон је играо улогу краљице Титаније у експерименталној продукцији Миднајтс самернајт дрим. После дипломирања 1977, Гибсон је одмах почео радити на снимању Побеснелог Макса, али наставио је да ради као сценски глумац и придружио се Државном позоришном друштву Јужне Аустралије у Аделаидеу. Најновија позоришна представа Гибсона, насупрот Сиси Спејсек-у, била је 1993. продукција Лав Летерса од стране А. Р. Гарни, у Телуриду, Колорадо.

### Аустралијска телевизија и филм
За време док је био студент у НИДА-у, Гибсон је направио свој деби у 1977 филму Летњи град, за који је плаћен 400 долара. Гибсон је затим играо главног лика у филму Побеснели Макс (1979). За ову улогу је плаћен 15.000 долара. Убрзо након прављења филма, направио је сезону са Саут Аустрејлијан театар компани. После Побеснелог Макса, Гибсон је такође играо ментално заостао младић у филму Тим. Током овог периода, Гибсон се појавио и као гост у аустралијским телевизијским серијама. Он се појавио у серији Саливенс као поморски поручник Реј Хендерсон, у полицијској серији Кап шоп, и у пилот епизоди серије "Казна" која је произведена 1980, приказана 1981.
Гибсон је глумио у филму чија се радња одржава у Другом светском рату, Атек Форс З, који није пуштен у јавност до 1982. године када је Гибсон постао већа звезда. Режисер Петер Веир је поставио Гибсона за једног од водећих глумаца у критички признатој драми Галипоље из Првог светског рата, у којем добија улогу за најбољег глумца из Аустралијског филмског института. Филм Галипоље је такође помогао Гибсону да добије репутацију озбиљног, свестраног глумца. Наставак Полудели Макс 2 био је његов први хит у Америци (објављен као Роуд Вориор). Године 1982. Гибсон је поново привукао критике у романтичном трилеру Петера Веир-а "Година живљења опасно". Након једногодишње паузе од филма која је почела након рођења његових синова близанца, Гибсон је преузео улогу Флечера Кристијана у филму Побуна на броду Баунти 1984. године. Гибсон је први пут зарадио милион долара у филму Побеснели Макс 3 1985. године.

## Приватни живот
Гибсон се 1980. године венчао са Робин Мур, са којом је добио седморо деце: Хану (1980), близанце Едварда и Кристијана (1982), Вилија (1985), Луиса (1988), Мајлоа (1990) и Томија (1999). По вероисповести, Мел Гибсон је језуита. 
Крајем јуна 2025. године је посетио Свету Гору и манастир Хиландар, припремајући се за снимање филма Васкрсење Исусово. Очекује се да ће остати у Хиландару неколико дана.

## Филмографија
| Улоге Мела Гибсона |                                    |               |                 |          |
| Година             | Српски назив                       | Изворни назив | Улога           | Напомена |
| 1977.              | Летњи град                         |               |                 |          |
| 1977.              | Никад ти нисам обећао врт с ружама |               |                 |          |
| 1979.              | Побеснели Макс                     |               | Макс Рокатански |          |
| 1979.              | Тим                                |               |                 |          |
| 1980.              | Ланчана реакција                   |               |                 |          |
| 1981.              | Галипоље                           |               |                 |          |
| 1981.              | Побеснели Макс 2                   |               | Макс Рокатански |          |
| 1982.              | Специјални одред                   |               |                 |          |
| 1983.              | Година опасног живљења             |               | Гај Хамилтон    |          |
| 1984.              | Побуна на броду Баунти             |               |                 |          |
| 1984.              | Река                               |               |                 |          |
| 1984.              | Госпођа Софел                      |               |                 |          |
| 1985.              | Побеснели Макс 3                   |               | Макс Рокатански |          |
| 1987.              | Смртоносно оружје                  |               | Мартин Ригс     |          |
| 1988.              | Зора за очајника                   |               |                 |          |
| 1989.              | Смртоносно оружје 2                |               | Мартин Ригс     |          |
| 1990.              | Птица на жици                      |               |                 |          |
| 1990.              | Ер Америка                         |               |                 |          |
| 1990.              | Хамлет                             |               |                 |          |
| 1992.              | Смртоносно оружје 3                |               | Мартин Ригс     |          |
| 1992.              | Земља и амерички сан               |               |                 |          |
| 1992.              | Заувек млад                        |               |                 |          |
| 1993.              |                                    |               |                 |          |
| 1993.              | Човек без лица                     |               |                 |          |
| 1994.              | Маверик                            |               | Брет Маверик    |          |
| 1995.              | Храбро срце                        |               | Вилијам Волас   |          |
| 1996.              | Уцена                              |               | Том Мален       |          |
| 1997.              | Дан очева                          |               |                 |          |
| 1997.              | Теорија завере                     |               | Џери Флечер     |          |
| 1997.              | Бајка: истинита прича              |               |                 |          |
| 1998.              | Смртоносно оружје 4                |               | Мартин Ригс     |          |
| 1999.              | Наплата дуга                       |               | Портер          |          |
| 2000.              | Хотел од милион долара             |               |                 |          |
| 2000.              | Кокошке у бекству                  |               | Роки (глас)     |          |
| 2000.              | Патриота                           |               |                 |          |
| 2000.              | Шта жене желе                      |               |                 |          |
| 2001.              | Дневник од једног долара           |               |                 |          |
| 2002.              | Били смо војници                   |               |                 |          |
| 2002.              | Знаци                              |               |                 |          |
| 2003.              |                                    |               |                 |          |
| 2004.              | Папараци                           |               |                 |          |
| 2007.              | Сем и Џорџ                         |               |                 |          |
| 2013.              | Мачета убија                       |               | Лутер Воз       |          |
| 2017.              | Стиг’о ћаћа 2                      |               |                 |          |
| 2021.              | Временска петља                    |               |                 |          |
| 2022.              | Злочин у Холивуду                  |               | Алистер Пинч    |          |
| 2022.              | Отац Сту                           |               | Бил Лонг        |          |